# Ерик Тили
«Ерик Тили» (каз. Ерік Тілі — «Слово Свободы») — еженедельная газета. Издавалась с ноября 1920 по март 1923 года в Джамбейтинском уезде Уральской габернии (ныне Западно-Казахстанская область Казахстана). Выходила тиражом 500—600 экз. На страницах газеты освещались вопросы кооперации, передела земельных угодий в районе и другие темы. Как отмечается в энциклопедии «Казахская ССР», газета «вела активную борьбу с пережитками прошлого, с патриархально-феодальными обычаями».